# Bergarbeiterstreik von 1889

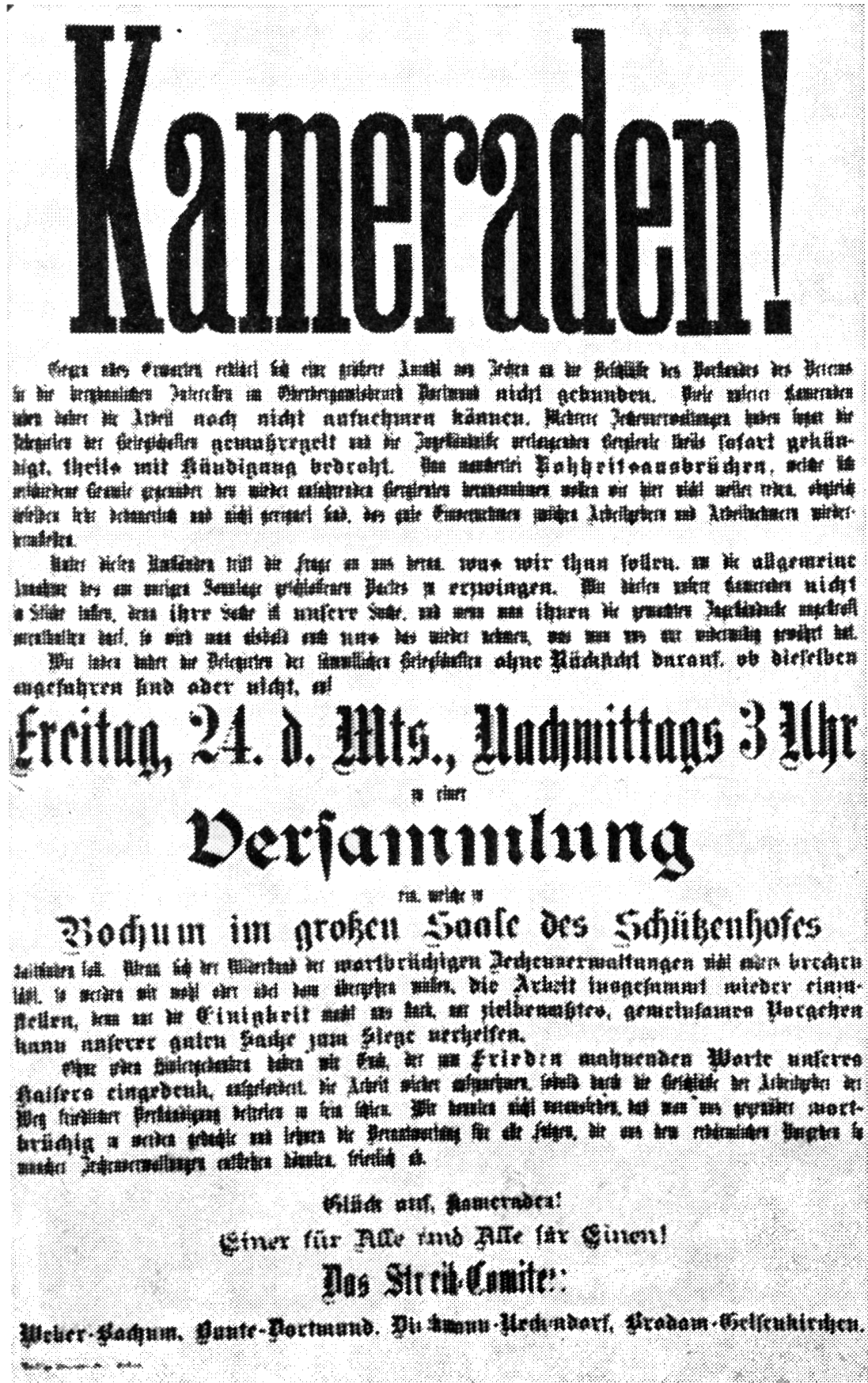
Einladung zur Versammlung am 24. Mai 1889 im Schützenhofe zu Bochum

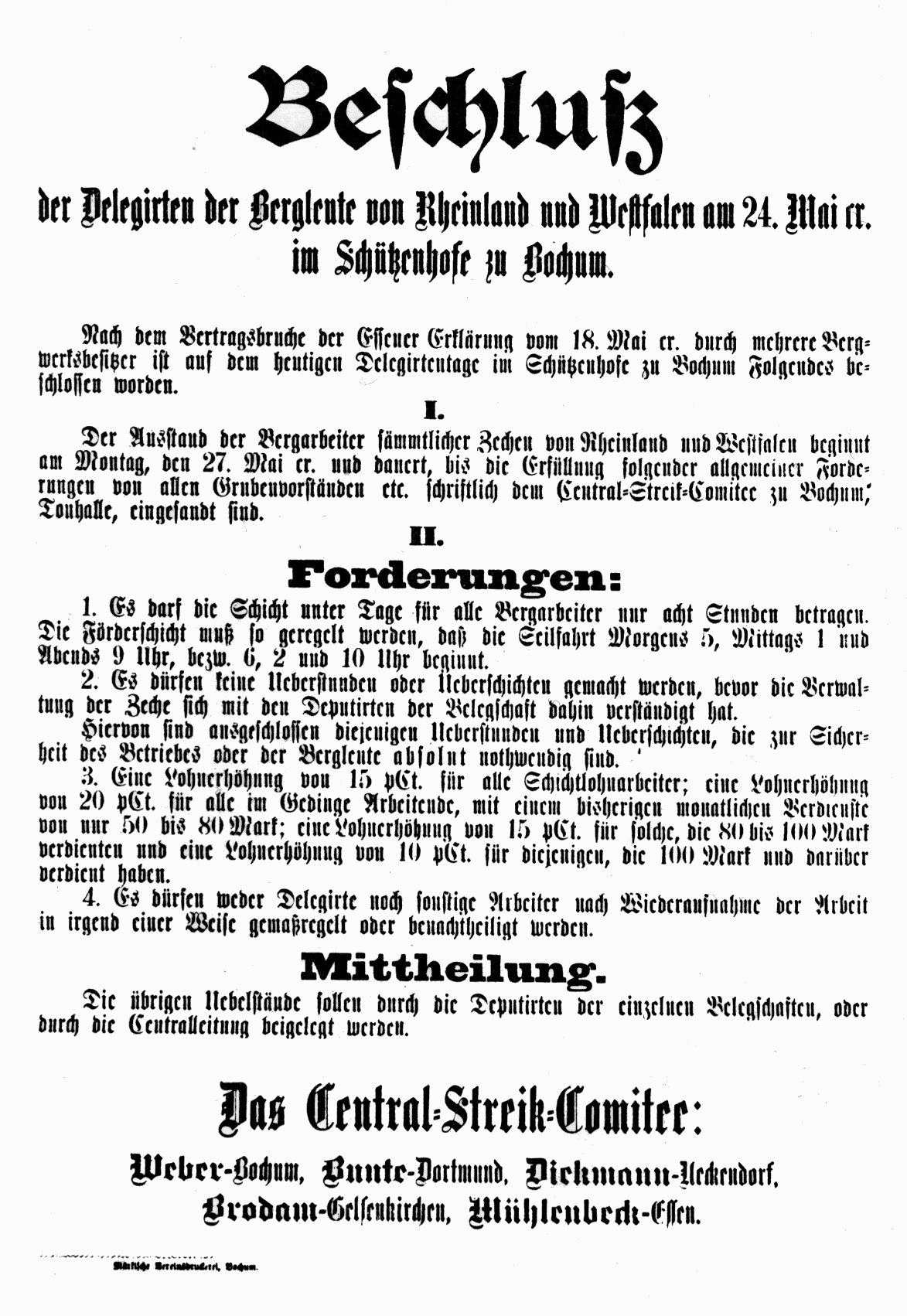
Beschluß der Deligirten der Bergleute von Rheinland und Westfalen am 24. Mai 1889 im Schützenhofe zu Bochum

Der Bergarbeiterstreik von 1889 war der bis dahin größte organisierte Massenstreik im Ruhrbergbau. Er führte zur Etablierung der ersten Gewerkschaft der Ruhrbergarbeiter, dem Verband zur Förderung und Wahrung bergmännischer Interessen in Rheinland und Westfalen (später Verband der Bergbauindustriearbeiter, heute Teil der IG Bergbau, Chemie, Energie).

## Hintergrund
Arbeiter im Ruhrbergbau hatten bereits 1872 einen Streik von etwa 21.000 Bergleuten organisiert. Dieser war weitgehend unerfolgreich; jedoch hatten sich die Arbeiter danach, wenn auch ohne offizielle Gewerkschaft, besser organisiert.
Die Arbeiter wollten an den Gewinnsteigerungen der Unternehmer teilhaben. Es ging um eine Lohnerhöhung von 15 %, gegen Überschichten, für achtstündige Arbeitszeit einschließlich der Ein- und Ausfahrten, bessere Wetterführung, einen gedeckten (überdachten) Gang von der Waschkaue zum Schacht und Lieferung des Holzes in die Grube.

## Verlauf
Der Ausstand begann in Bochum (24. April, Zeche Präsident) und Essen (1. Mai). Dem schlossen sich zahlreiche weitere Belegschaften spontan an. Zeitweise beteiligten sich im Revier etwa 90 % der damals 104.000 Bergarbeiter. Es war bis dahin der größte Arbeiterstreik in Deutschland. Ein zentrales Streikkomitee wurde gebildet.
Mit fortdauerndem Ausstand verhärteten sich die Fronten; zum „Schutz“ ihrer Anlagen und arbeitswilliger Bergleute („Streikbrecher“) forderten viele Gruben Polizei- oder gar Militärschutz an, die gespannte Atmosphäre entlud sich mancherorts in Gewalt und Waffengebrauch (etwa auf der Zeche Schleswig in Dortmund-Neuasseln).
Dass die alte obrigkeitliche Tradition im Bergbau nicht vergessen war, zeigt die Tatsache, dass das Streikkomitee eine Deputation an Wilhelm II. entsandte. Am 14. Mai 1889 wurden die „Kaiserdelegierten“ Friedrich Bunte, Ludwig Schröder, und August Siegel in Berlin vom Kaiser empfangen, den sie als obersten Bergherren anrufen wollten. Wenngleich dieser den Streik kritisierte, so räumte er doch ein, die Beschwerden amtlich prüfen zu lassen. Die Audienz beim Kaiser brachte den Streikenden hohe Aufmerksamkeit ein, auch und insbesondere in den bürgerlichen Schichten des Reiches.
Unter Vermittlung Friedrich Hammachers, Reichstagsabgeordneter und Ehrenmitglied des Bergbau-Vereins, kam am Folgetag das Berliner Protokoll zustande, in dem für die Bergleute eine Arbeitszeit von acht Stunden inklusive jeweils einer halben Stunde Ein- und Ausfahrzeit festgelegt wurde. Außerdem sollten Überschichten nur nach vorheriger Vereinbarung zwischen Grubenverwaltung und Arbeiterausschüssen gefahren werden. Am 16. Mai äußerte Kaiser Wilhelm sich gegenüber einer Delegation des Bergbau-Vereins zufrieden über den Ausgang der Verhandlungen.
Damit der Verein für die bergbaulichen Interessen Entgegenkommen signalisierte, flaute der Streik zunächst ab. Er wurde jedoch bereits am 21. Mai wiederaufgenommen, da die Bergbauunternehmer die Vereinbarung von Berlin ignorierten und sogar schwarze Listen mit den Namen streikender Bergleute einführten, um diesen eine Anstellung im Bergbau zu verwehren. Anfang Juni 1889 kam es schließlich zum Abbruch des Streiks, ohne dass unmittelbar ein anhaltendes Ergebnis für die Bergleute erzielt werden konnte.

## Ergebnisse
Der Streik wurde zum Auslöser für die Gründung des Verbandes zur Förderung und Wahrung bergmännischer Interessen in Rheinland und Westfalen („Alter Verband“), dem Ausgangspunkt für den Durchbruch der Gewerkschaftsbewegung im Ruhrbergbau. Die Erinnerung an den Streik und die Kraft des Zusammenstehens wurde im Ruhrgebiet durch Ansprachen am 1. Mai und in Liedern wachgehalten.
Mittelbar kann der Arbeitskampf auch als eine Ursache für den Erlass des Arbeiterschutzgesetzes vom 1. Juni 1891 (23. Novelle zur Reichsgewerbeordnung) gesehen werden. Es enthielt neben Regelungen zum Frauenschutz, eingeschränkter Nachtarbeit und Kinderschutz auch Bestimmungen für eine 24-stündige Sonntagsruhe für alle Arbeiter in Fabriken, Werkstätten, Bergwerken, auf Baustellen und Werften.

## Filmische Darstellung
In der ersten Staffel der Fernsehserie Rote Erde von 1983, welche die Geschichte des Ruhrbergbaus erzählt, spielen zwei Episoden während des Streiks. Die Umstände davor und währenddessen werden hier ausführlich dargestellt. Einer der Protagonisten (gespielt von Dominic Raacke) gehört zu der Delegation, welche in Berlin von Wilhelm II. empfangen wird. Während sich die gezeigten Begebenheiten tatsächlich so oder ähnlich abgespielt haben, sind die handelnden Charaktere in der Serie fiktiv.